# Domek loretański

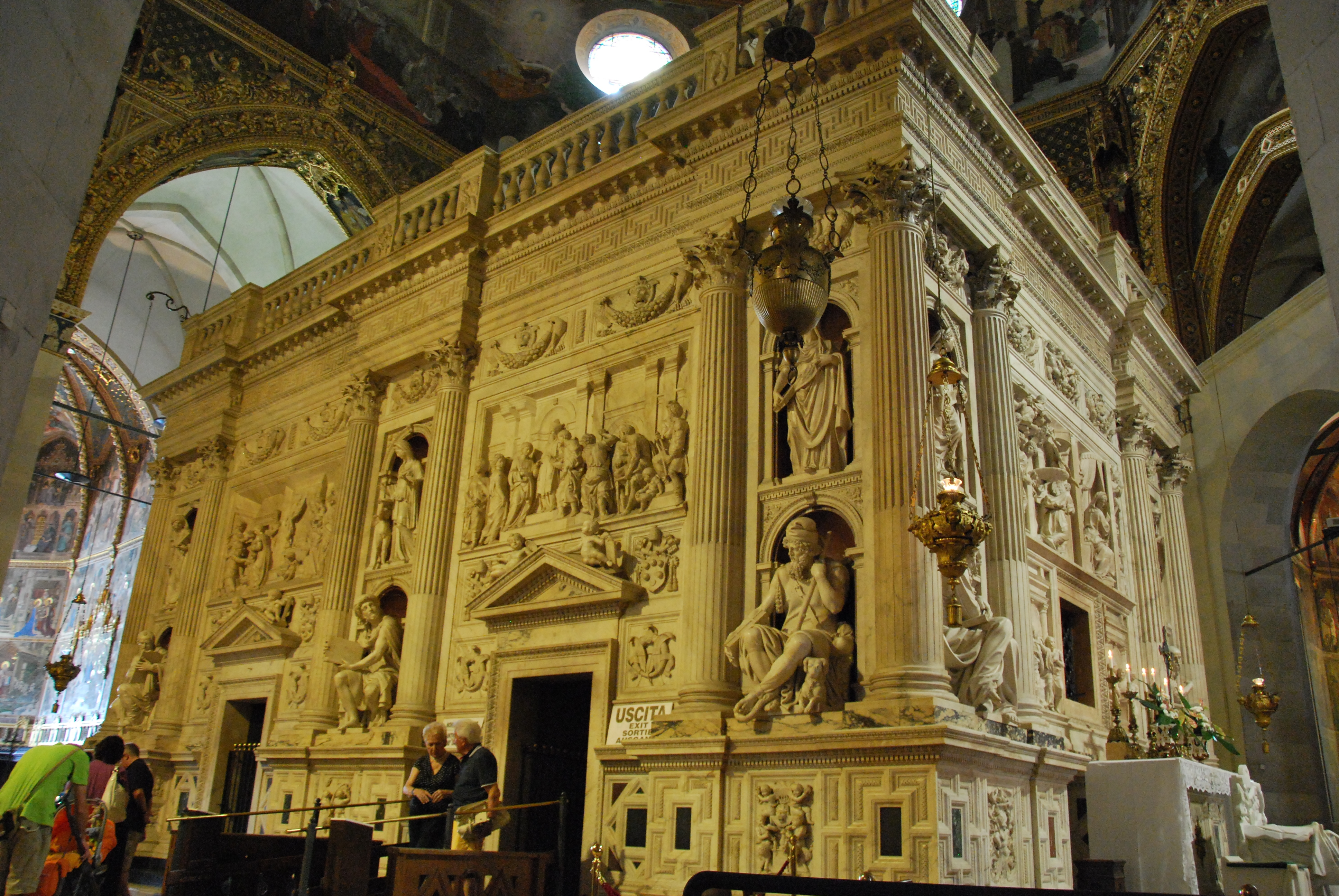
Święty Domek w Loreto

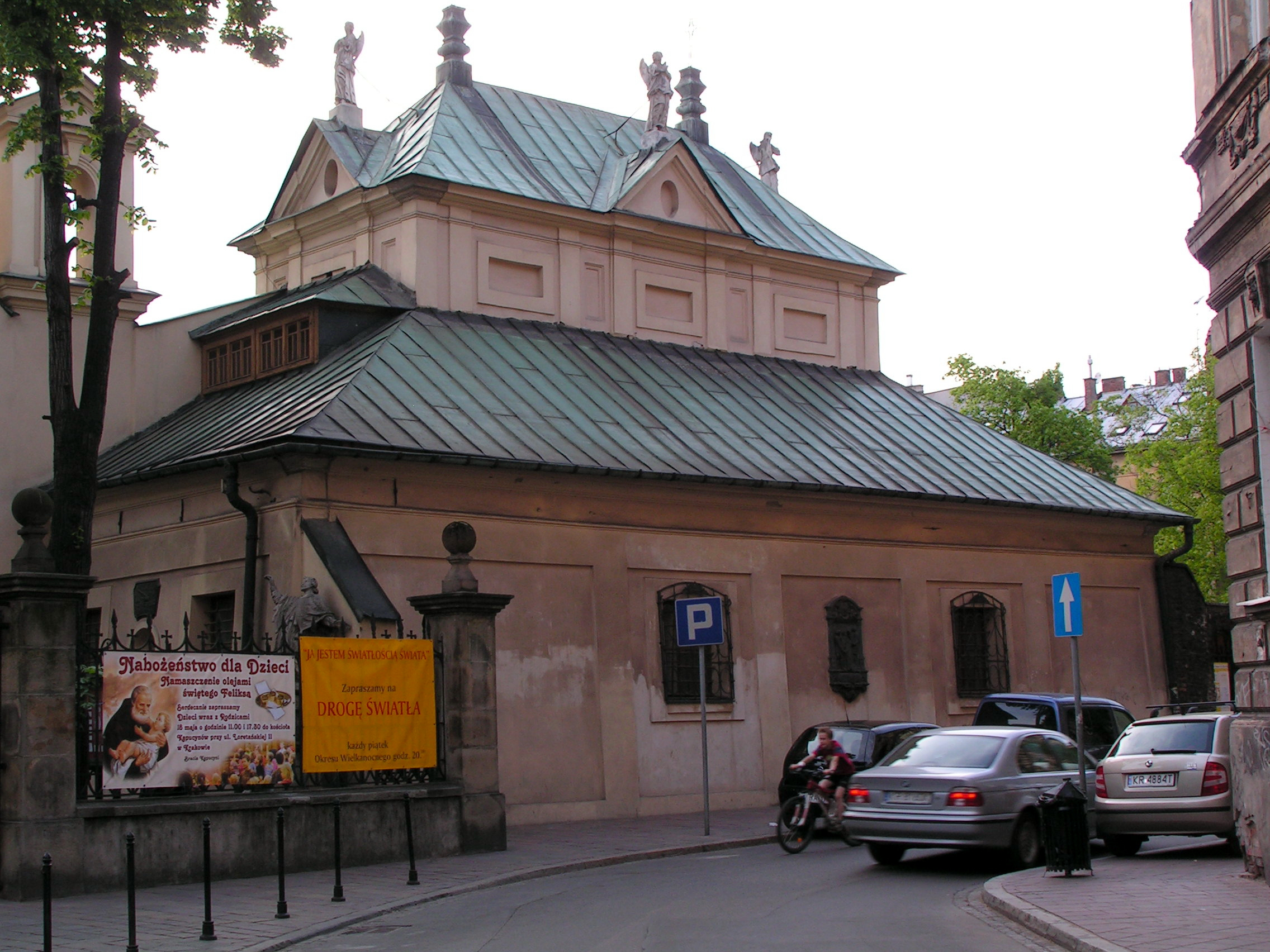
Domek loretański przy klasztorze oo. kapucynów w Krakowie

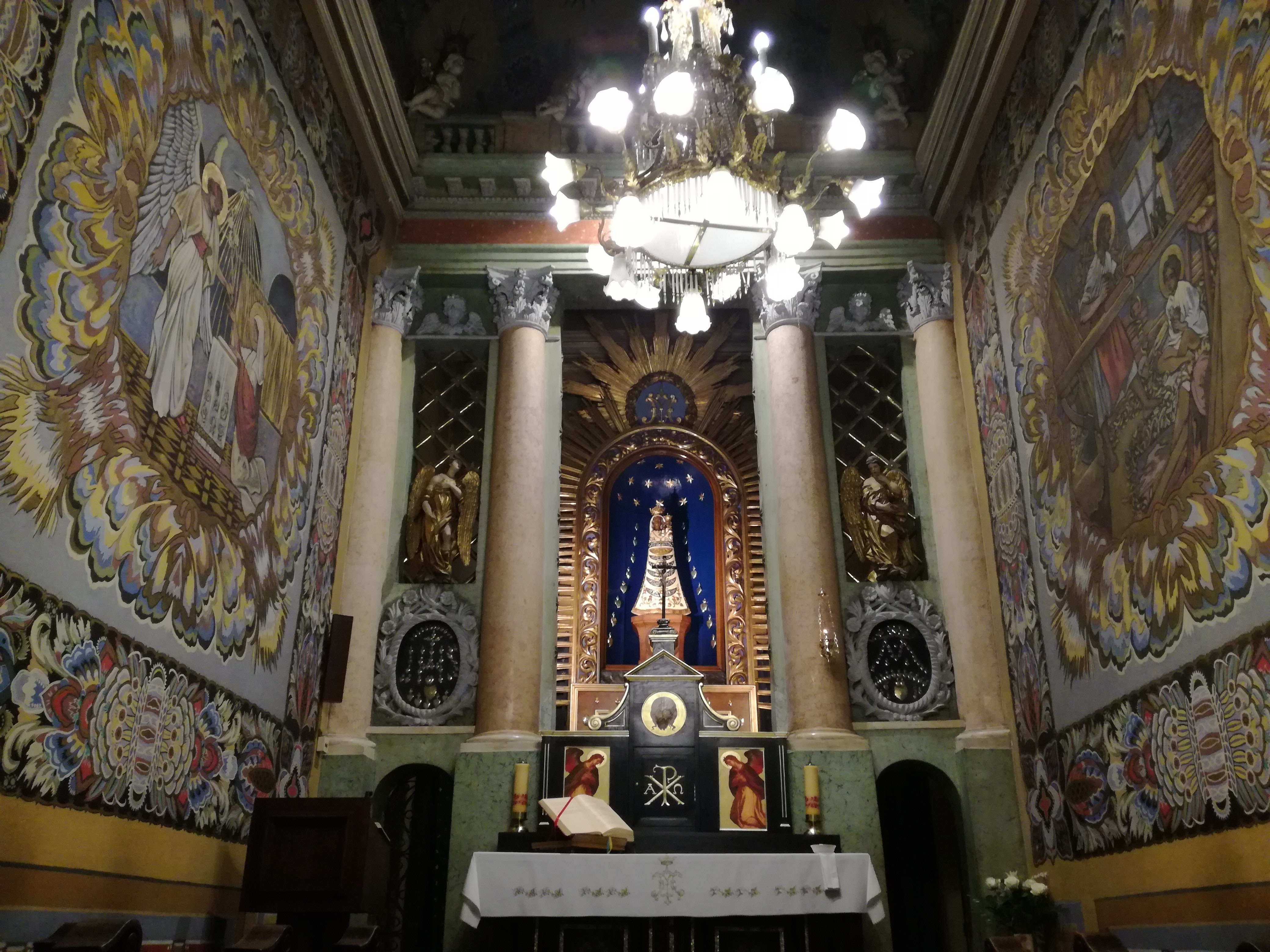
Wnętrze Domku loretańskiego przy klasztorze oo. kapucynów w Krakowie

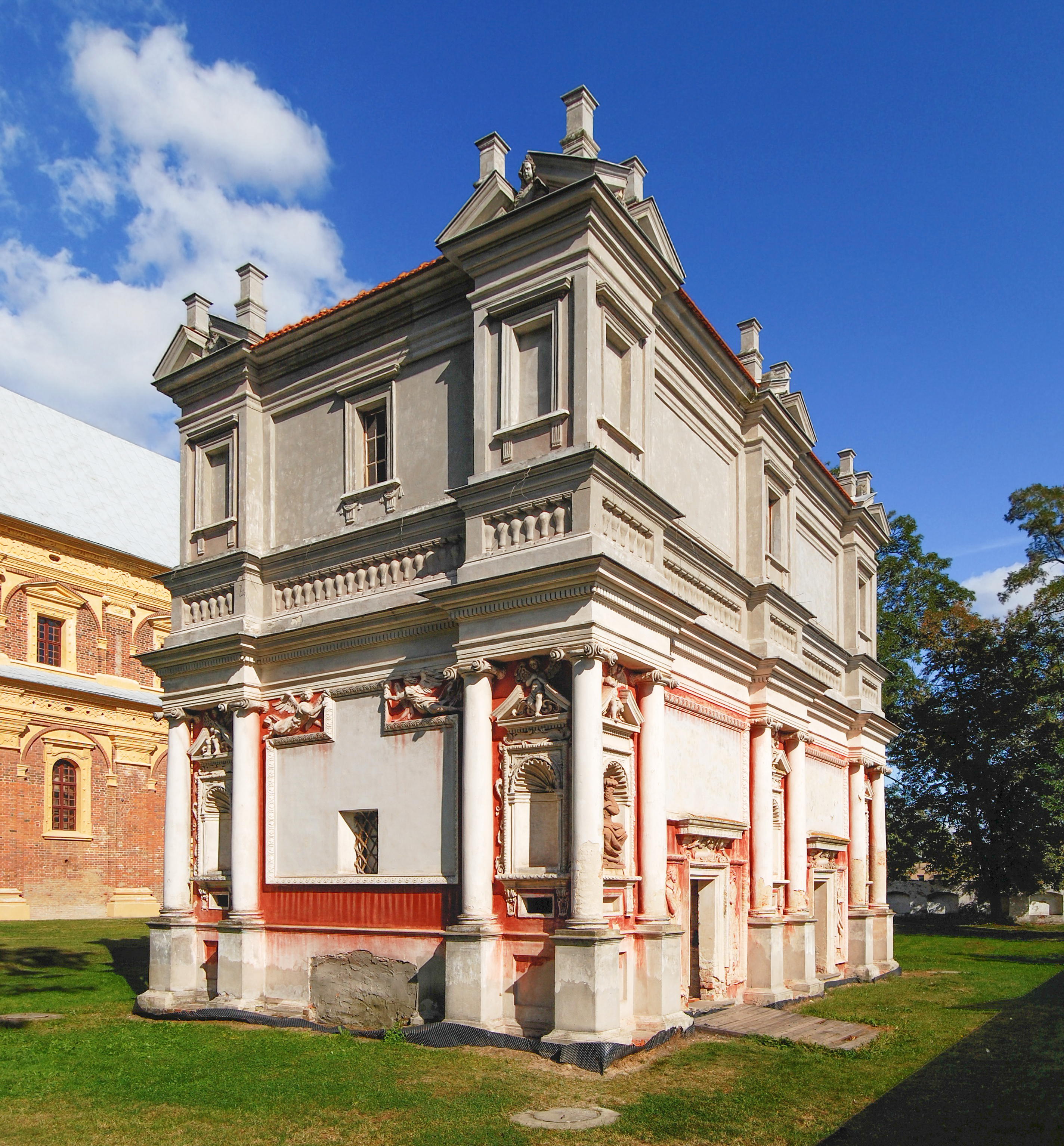
Domek loretański w Gołębiu

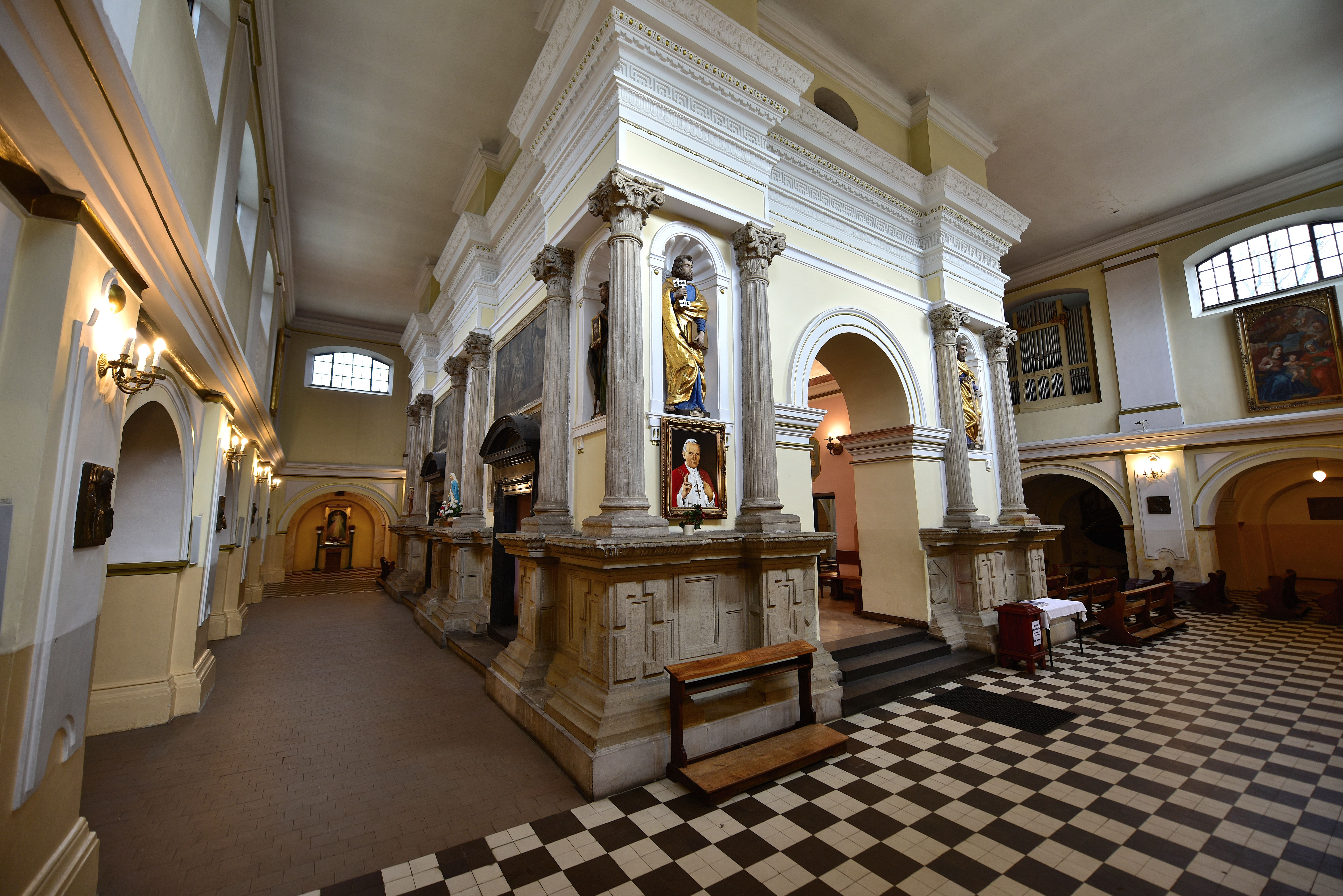
Domek loretański w kościele Matki Bożej Loretańskiej w Warszawie

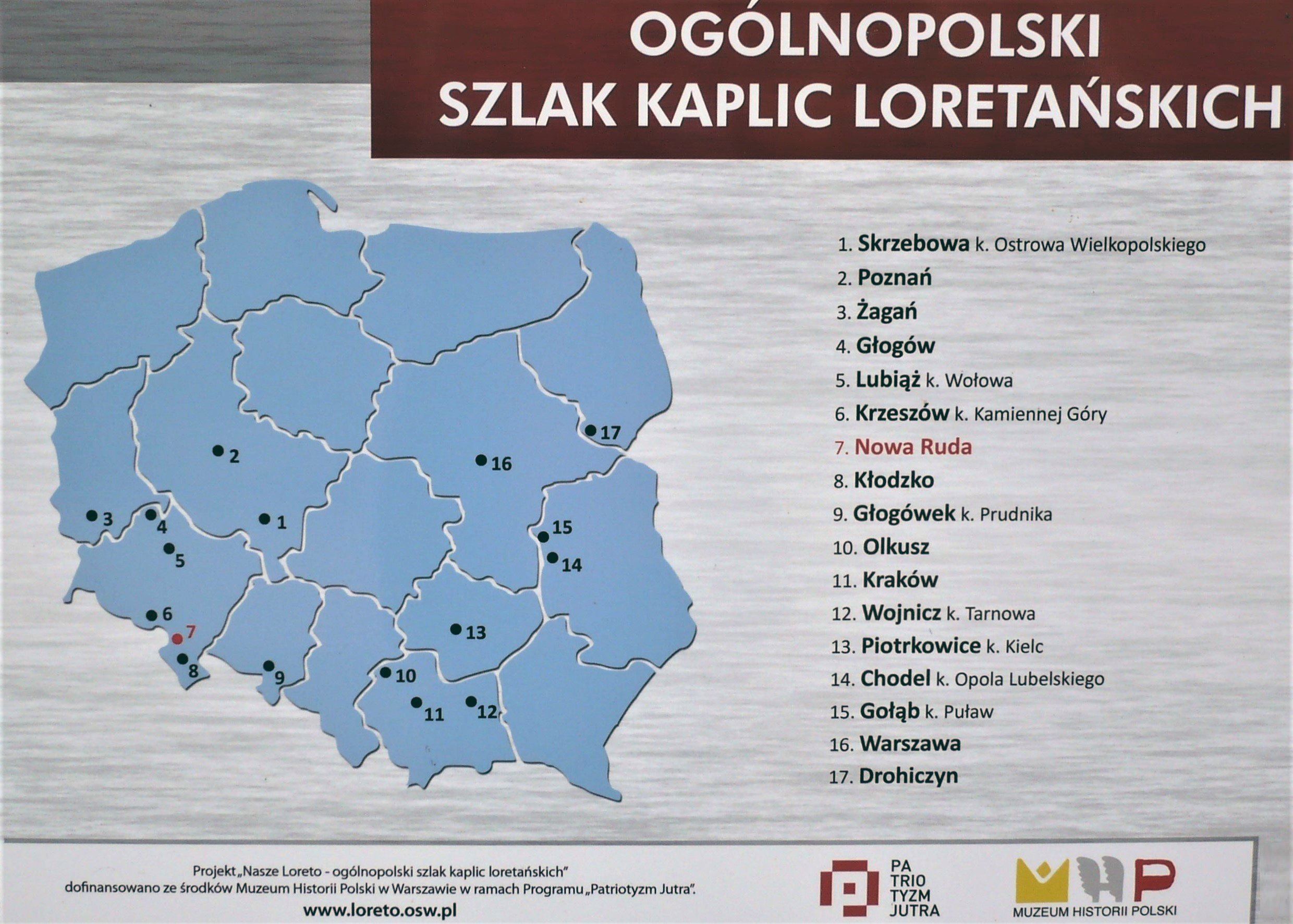
Ogólnopolski Szlak Kaplic Loretańskich – tablica

Domek loretański, kaplica loretańska – niewielka budowla sakralna wzniesiona we wnętrzu kościoła lub w jego pobliżu na wzór „świętego domu” Santa Casa w Loreto.

## Historia Santa Casa w Loreto
Sanktuarium w Loreto zostało zbudowane w 1294 r. z kamieni pochodzących z Nazaretu. Do groty, w której znajduje się bazylika Zwiastowania, według badań przeprowadzonych w latach 1962–1965, było domurowane pomieszczenie stanowiące z grotą jedną całość. Gabaryty Domu Loretańskiego są zgodne z wymiarami, jakie powinien mieć budynek przylegający do groty w Nazarecie, i że sgrafitta znalezione na murach domu zachowanego w Loretto są w tym samym stylu i odpowiadają tej samej epoce, co znalezione w Nazarecie.
W 1291 r. krzyżowcy zostali wyparci z Palestyny. Najprawdopodobniej rządcy Epiru, rodzina Angellich (Aniołów), nakazali rozbiórkę kamieni i przewiezienie ich do Loreto. Tu został z nich wybudowany święty domek. W miejscu, w którym pomieszczenie stykało się ze ścianą groty został ustawiony ołtarz. Najprawdopodobniej od nazwiska Nicofora Anioła, pochodzi legenda mówiąca o przeniesieniu domku z Nazaretu do Loreto (istnieje dokument, który podaje, że Nicofer Anioł podarował w posagu swojej córce Ithamar „Święte kamienie wyniesione z Domu Naszej Pani, Dziewicy, Matki Bożej”). Wnętrze domku oświetla tylko jedno okno. Zgodnie z legendą, przez to okno archanioł Gabriel przybył z posłannictwem. Wewnątrz przepierzenie z kraty dzieli pomieszczenie na symboliczne dwie części. Jedna część to „pokoik”, druga to „kuchenka”. W pokoiku znajduje się figura Matki Bożej z dzieciątkiem, natomiast w kuchence wymurowane są kominek oraz szafka na naczynia. Ściany zdobią freski.
W XV wieku, na polecenie papieża Juliusza II, rozpoczęto budowę bazyliki oraz dodano marmurową obudowę sanktuarium. Obudowa to płaskorzeźby przedstawiające sceny z życia Maryi. Pokazują one jej narodzenie, zaślubiny z Józefem, zwiastowanie, nawiedzenie św. Elżbiety, narodzenie Jezusa, pokłon pasterzy i pokłon trzech króli, scenę zaśnięcia oraz zgodną z legendą, scenę przeniesienia domku przez aniołów.
Bazylika na planie krzyża łacińskiego została postawiona w taki sposób, że wewnątrz bazyliki, dokładnie w jej centrum, umieszczony został domek loretański. Nad nim umieszczona jest kopuła, a w nawach bazyliki znajduje się 12 kaplic.

## Domki loretańskie w Polsce i innych krajach
Kaplice loretańskie szczególnie popularne były w Polsce i krajach katolickich w II połowie XVII i XVIII wieku. Jednym z ich polskich propagatorów był Jakub Sobieski, ojciec króla Jana III Sobieskiego.

### Polska
Powstał Ogólnopolski Szlak Kaplic Loretańskich.
- Bydgoszcz, zbudowany w latach 1682–1685 przy klasztorze bernardynów, rozebrany w 1838 r. przez władze pruskie[2]
- Chodel
- Drohiczyn
- Głogów
- Głogówek
- Gołąb
- Kłodzko
- Kraków
- Krzeszów
- Lubiąż
- Nowa Ruda
- Olkusz
- Piotrkowice
- Poznań
- Skrzebowa
- Warszawa
- Wojnicz
- Żagań

### Czechy
- Mikulov – Loreta, kościół św. Anny z domkiem loretańskim, wzniesiony w 1656 r. spłonął w 1784 r., od 1852 r. grobowiec Diettrichsteinów
- Praga – Loreta, domek loretański związany z kapucynami z 1631 r.
- Brno – Loreta przy kościele św. Janów, klasztor minorytów